# Funcție de producție
În microeconomie, funcția de producție exprimă relația dintre inputurile (intrările) și outputurile (ieșiri, producție) unei organizații productive. Aceasta indică, în formă matematică sau grafică faptul că outputul poate fi obținut din diferite cantități și combinații de factori input. Nu este o funcție cu parametri financiari, ci volumici. În mod particular, aceasta arată cantitatea maximă posibilă de output (producție) care poate fi produsă într-o perioadă de timp, cu toate combinațiile posibile ale factorilor input, în condițiile tehnologiei disponibile și a dotărilor existente. 
Notație: {\displaystyle y=f(r_{1},r_{2},...,r_{n})}

unde:

y = output

{\displaystyle r_{1},r_{2},r_{3},...,r_{n}} = factorii input (cum ar fi capital, muncă, materii prime, teren, tehnologie sau management) 

- {\displaystyle {\frac {y}{r_{i}}}} productivitatea factorului {\displaystyle i}
- {\displaystyle {\frac {\delta y}{\delta r_{i}}}={\frac {\delta f}{\delta r_{i}}}>0} productivitatea marginală a factorului {\displaystyle i}
- {\displaystyle \eta _{y,r_{i}}={\frac {\delta y}{\delta r_{i}}}\cdot {\frac {r_{i}}{y}}} elasticitatea producției
- {\displaystyle {\frac {r_{i}}{r_{j}}}} pentru {\displaystyle i\neq j} intensitatea factorilor

Vezi și:

Funcție de producție CES